# Albrecht Richter (Maler, 1623)
Albrecht Richter (1623–1674) war ein deutscher Maler der Barockzeit. Sein nachweisbarer Hauptwirkungsort war Weimar.
Er entstammte einer Architekten- und Malerfamilie. Sein Vater war der Hofmaler in Weimar Christian Richter (1587–1667). Er selbst fertigte Gemälde 1654 für die Wilhelmsburg. Er hat demnach Söhne des Herzogs Wilhelm von Sachsen-Weimar: Bernhard (nachmals Herzog von Sachsen-Jena) und Friedrich von Sachsen-Weimar gemalt, die in Jena Rektoren wurden. Deren Bildnisse wurden von Johann Dürr in Kupfer gestochen. Von Letzterem hatte Dürr auch einen kleineren Stich angefertigt, dessen Vorlage wiederum ebenfalls Richter zugeschrieben wurde. Richter malte auch das Oval von Friedrich von Sachsen Weimar 1656 anläss dessen Todes, das auch von Dürr gestochen wurde.